# Episothalma robustaria
Episothalma robustaria là một loài bướm đêm trong họ Geometridae.